# Haanvis
De haanvis (Luvarus imperialis) is een baarsachtige vissensoort.
Het is de enige soort in het geslacht Luvarus en de familie haanvissen (Luvaridae). De vissen zijn nauw verwant aan de doktersvissen. Jonge vissen hebben een paar stekels aan het begin van de staart, net als de doktersvissen, maar die verliezen ze als volwassene.
Het zijn grote elipsvormige vissen die tot twee meter lang kunnen worden. Ze zijn roze gekleurd en bezitten een karakteristiek uitstulpend voorhoofd.
De vissen worden aangetroffen in oppervlaktewateren in gematigde en tropische oceanen over de gehele wereld. Ze voeden zich met kwallen, ribkwallen en andere weeklijvige dieren uit het zoöplankton.